# Magyar Tolkien Társaság
A Magyar Tolkien Társaságot kulturális egyesületként 2002. június 16-án, Szegeden alapították a J. R. R. Tolkien angol író, költő és filológus munkásságát tisztelő, műveit szerető és e művek szellemiségét magukénak érző magyar magánszemélyek.
A Társaság alapszabálya szerint tagjai magukénak vallják a Tolkien professzor által teremtett mitológiában megnyilvánuló örök emberi értékeket – barátságot, szolidaritást, önzetlenséget, közösségért érzett felelősséget, az alkotó munka örömét, a művészetek és az érintetlen természet szépségének tiszteletét.

## A társaság célja
- J.R.R. Tolkien műveinek, az általa alkotott mitológiának magyarországi megismertetése, népszerűsítése, terjesztése;
- az ezen szövegekkel tudományos és nem tudományos formában való kritikai, elemző foglalkozás szervezése, koordinálása; azok tudományos és nem tudományos köztudatba való bevitele;
- J.R.R. Tolkien műveihez és mitológiájához kapcsolódó irodalmi, nyelvészeti, képzőművészeti, és színpadi alkotások, adaptációk létrejöttének elősegítése, lehetőségek teremtése az alkotások szélesebb körű bemutatására;
- a természet szépségének és értékeinek megismerését, megőrzését, megmentését szolgáló tevékenységek támogatása;
- a Tolkien-művek értékeit a gyakorlatban is képviselni vágyó közösségek, közösségi tevékenységek létrehozásának és működésének segítése.

A társaság igyekszik a fenti célokért dolgozó egyéni tagok és csoportok kapcsolattartását segíteni, és a közös tevékenységet biztosító rendezvényeket, programokat szervezni. Kapcsolatot tartanak fenn a hasonló jellegű szervezetekkel, az irodalmi örökséget kezelő magánszemélyekkel, ezenkívül oktatási, ismeretterjesztő céllal előadásokat, szemináriumokat, vitaesteket, felolvasásokat, ismeretterjesztő, kreatív és oktatási táborokat, valamint kötetlen összejöveteleket szerveznek, amelyek eredményeit nyilvánosságra hozzák. A munka koordinálására elsősorban az internetet veszik igénybe. A Magyar Tolkien Társaság tevékenységét Magyarország egész területén végzi.
A társaság tagjai, szakértői részt vesznek a különböző Tolkien-művek (általa vagy róla írt kiadványok) magyarra fordításában lektorként illetve fordítóként. Részt vettek A Gyűrűk Ura filmtrilógia második és harmadik részének szinkron munkálataiban is.

## A tagság
A Társaság dinamikusan növekvő tagsággal rendelkezik, a 30 fős alapító ülés után 2002 végén 60, 2005-ben pedig kb. 100 regisztrált és tagdíjat fizető tagja volt, és ezt támogatta egy körülbelül 150 fős, tagsági viszonnyal 
nem rendelkező szimpatizánsi kör. A rendezvényeiket a legszélesebb közönség számára szervezik – a nagyobb budapesti helyszínű rendezvényeken az egész ország területéről több ezer fő szokott részt venni. Társaság tagjai és szimpatizánsai önkéntes munkával, díjazás nélkül végzik az egyesületi munkát és a programok, rendezvények szervezését és lebonyolítását.
2008-ra kb. 3000-re volt tehető a fórumos tagok és 150-200 főre az aktív tagok listája. Három lépcsős tagság van.

## Fontosabb rendezvények
Az elmúlt években a társaság tevékenyen vett részt különböző kulturális rendezvényen, valamint közösségi, kreatív és tudományos programokat szervezett. A Magyar Tolkien Társaság főbb rendezvényei és programjai az eddigiekben:
- 2003. január 3. „Egy rég várt ünnepély” címmel egész napos országos hatáskörű rendezvény szerveztek, ami tudományos előadásokat, művészeti és irodalmi pályázatokat, színpadi produkciókat, vitákat, filmvetítéseket ölelt fel. Az MTT első nagyobb rendezvénye, amelyet más nemzetközi Tolkien Társaságokkal összehangoltan szervezett, mintegy 4000 résztvevő számára.
- A társaság minden, január harmadikához legközelebb eső szombaton megrendezi a Tolkien Napot, ahol ismeretterjesztő előadásokon és szórakoztató programokon vehetünk részt, és megtekinthetjük a fegyver-replika és makett kiállítást. Helyszíne legtöbbször az Alternatív Közgazdasági Gimnázium.
- 2003-tól kezdődően minden évben megrendezik az MTT Farsangi Bált, egy tréfás és komoly bemutatókkal tarkított közösségépítő rendezvényt, ahol a Társaságban működő egyéneknek és különböző alkotóköröknek lehetőség nyílt produkcióik bemutatására.
- 2003-ban indult az általános iskolásoknak szóló Nolda Program. Az iskolákban, gyermekkönyvtárakban tartott előadások célja Tolkien műveinek megismerése mellett, az olvasás megszerettetése a gyerekekkel.
- 2003. július 21. és 27. között tartották az első Tolkien Közösségi és Kreatív Tábort, amit azóta is évente megtartanak. Az első alkalommal a Vas megyei kis hegyi faluban, Velemben szervezett tábor programjában szerepeltek tudományos és ismeretterjesztő előadások Tolkien műveiről és mitológiájáról, önismereti és közösségfejlesztési programok, kreatív és művészeti foglalkozások, képzési programok. A 105 résztvevő közösségi és kreatív tevékenysége egy a tolkieni mitológiára épülő keretjáték (harmadkor – Ost-in-Edhain) köré szerveződött.
- 2003 óta működik a Tolkien Klub. Kézműves foglalkozások, ismeretterjesztő előadások, vitakultúrát fejlesztő programok, vetélkedők, fiatal pszichológusok által vezetett Beszélgetősarok először az Almássy téri Szabadidőközpontban, majd 2004-től a Zöld Macska Diákpincében, később az Eötvös Kollégiumban került megrendezésre.
- 2004. január 3. Tolkien Születésnap: Egész napos, országos rendezvény, hasonló a 2003-ashoz, de több és gazdagabb programmal. Ez volt a Társaság eddigi legnagyobb rendezvénye, amelyet 110 MTT tag illetve önkéntes szervezett és bonyolított le, az ország minden részéből érkezett mintegy 3500 résztvevő számára. Itt mutatkozott be először a Magyar Tolkien Társaság kórusa, és színjátszóköre.
- 2005. november 26-án a Fővárosi Szabó Ervin Könyvtárral közös „Tolkien Nap” címmel egész napos rendezvényt szerveztek, A Gyűrűk Ura első megjelenése 50. évfordulójának emlékére. A rendezvény része volt A Gyűrűk Ura teljes szövegének maratoni nyilvános felolvasása, mely egy héttel ez esemény előtt kezdődött, és a Tolkien Nap végén fejeződött be. A Nagy Könyv programhoz kapcsolódó „Tolkien Olvasókör”-t alapítottak.
- A társaság félévente megjelenteti saját újságját, a Lassi Laurië-t, melyben a hírek mellett tudományos írások, irodalmi művek, képzőművészeti alkotások és interjúk kapnak helyet. A kiadványt az ország különböző részein élő tagok automatikusan megkapják, emellett a különböző budapesti és vidéki rendezvényeken árusítják is.
- 2003-ban a Szegedi Tudományegyetem, 2004-ben a Pécsi Tudományegyetem, egy évvel később pedig ismét az SZTE adott otthont az országos Tolkien Tudományos Konferenciának.
- 2006-ban indult a Tolkien Levelező Verseny (vagy rövidítve TLV), amely általános- és középiskolás tanulókkal igyekszik megismertetni Tolkien műveit. A versenyre azóta minden évben sor került.
- 2008. január 5-én Hősök és Mítoszok címmel az Alternatív Közgazdasági Gimnáziumban egész napos rendezvényt szerveztek. Az egész nap és a programok J. R. R. Tolkien 2007-ben kiadott jegyzeteiből összeállított Húrin gyermekei (The Children of Húrin) köré csoportosult. Az est díszvendége Gálvölgyi Judit (A szilmarilok fordítója) volt, aki az elnökkel, Füzessy Tamással egy előadás keretében ismertette a művet, majd az est fénypontjaként immár hatodik alkalommal köszöntötték az író, filológus és mítoszteremtőt 116. születésnapja alkalmából.
- 2009. január 3-án immár hetedik alkalommal került megrendezésre az „egy rég vár ünnepély”. A nap mottója az Elveszett mesék könyvéből is ismert rész a Tűnt játék kicsiny háza volt, így a műsor is e szerint alakult. A nap keretében 15 órakor a Hősök terén flashmob, majd 19 órától az Alternatív Közgazdasági Gimnáziumban színpadi est keretében emlékezett meg a társaság és a közönség az író 117. születésnapjáról. A műsoron változatos produkciók kerültek repertoárra, úgy mint táncok, dalok, versek, színdarabok. A műsor zárásaként az összejött népes közönség, és hagyomány szerint koccintott a Professzorra és felülmúlhatatlan fantáziavilágára.
- 2009. február 20-án megrendezésre került a Budakalászi Faluházban a Magyar Tolkien Társaság Farsangi Bálja. Az est témája a Föld őselemei (tűz-víz; föld-levegő) volt. A műsor keretében különböző zenés és táncos produkciókat láthatott a közönség a téma jegyében. A Társaság díjainak átadása után hajnalig tartó zenés mulatság vette kezdetét, amely  kifulladásig tartott.
- 2009. március 27-29 között rendezték meg Várgesztesen a Társaság hivatalos Tavaszi Találkozóját.
- 2009. július 9-19 között új helyszínen, Szanticskán került sor a hetedik MTT-táborra. A tábor koncepciója fő vonalakban nem változott, egy keretjáték köré épülő kreatív, közösségépítő, készségfejlesztő és ismeretterjesztő programok adták a lényegét. A keretjáték az ötödik beleriandi háború, a Nirnaeth Arnoediad idején játszódott, és hátteréül is ez az esemény szolgált. Több mint 120 fős tábor az utólagos értékelések szerint a legjobb MTT-s táborok egyike volt.
- 2009. szeptember 4-6 között Pusztamaróton Tolkien Live szerepjátékra került sor, hasonló sikerrel.
- 2009. október 22-25 között Zebegény ad otthont a Kreatív Őszi Művészeti Találkozónak (KÖMT), amelyre – idén már másodszor – külföldi Tolkien társaságok tagjait is meghívták.

## Nemzetközi kapcsolatok
A Magyar Tolkien Társaság kapcsolatot ápol a más országokban működő társszervezetekkel. Legaktívabban a Slovensko Tolkienovo Društvo Gil-Galad (Szlovénia), az Österreichische Tolkiengesellschaft (ÖTG, Ausztria) és a Deutsche Tolkiengesellschaft (DTG, Németország) társszervezetekkel működnek együtt, és folyamatosan keresik más társaságokkal is a kapcsolatot. Az együttműködés során a Tolkien műveiből megismerhető értékek közös felfedezése, azok ápolása, a közös, régiókon átnyúló kulturális tevékenységek kapják a legnagyobb hangsúlyt.
2009-ben az MTT képviselteti magát az oxfordi Oxonmoot rendezvényen, amely a Tolkien-kedvelők legnagyobb eseménye, és részt vesz a különféle országok Tolkien társaságainak tapasztalatcseréjére létrehozott nemzetközi levelezőlista életében is.

## Külső hivatkozások
- Tolkien.hu, a Magyar Tolkien Társaság hivatalos honlapja